# Brian Kinney
Brian Kinney (interpretado por el actor Gale Harold) es uno de los personajes principales de la serie estadounidense Queer as Folk, quizá el más importante. A pesar de que su mejor amigo, Michael Novotny, pueda considerarse el protagonista (Michael narra tanto el primer episodio como el último), Brian es, definitivamente, el héroe. Por ello influye en los demás personajes de la serie, especialmente a su más fiel admirador y amante, Justin Taylor.

## Desarrollo del personaje
A lo largo de casi toda la serie, Brian se muestra como sexualmente promiscuo y normalmente se le puede encontrar en el cuarto oscuro del conocido pub gay Babylon. Envejecer es su mayor miedo y también ser un padre de mierda, según sus propias palabras, para su hijo Gus. En el primer episodio, lleva a Justin a su casa y le desvirga. En ese mismo episodio, tiene un hijo, Gus, nacido fruto de la inseminación a su amiga lesbiana Lindsay Peterson y que criará junto a su pareja Melanie Marcus. Durante la primera temporada de la serie, su relación con Justin no está clara. Brian odia la idea de tener una pareja estable pero rompe sus propias reglas por Justin, teniendo sexo varias veces al día.
Después de que a Justin le golpearan con un bate en la cabeza tras su baile de graduación, Brian se traumatizó, no pudiendo soportar la idea de perder a Justin. A pesar de ello, durante la segunda temporada ayudó a que Justin se recuperara tanto física como mentalmente. Para controlar la promiscuidad de Brian, Justin le impone unas reglas, reglas que él mismo acabaría por romper cuando empezó a salir con el violinista Ethan. A Brian le afecta la ruptura con Justin, pero no quiere admitirlo.
Durante la tercera temporada, el éxito de Brian como publicista se opone a sus creencias cuando le piden que dirija la campaña publicitaria de un alcalde conservador y anti-gay. Aunque al principio ayudó al alcalde a ser más popular, finalmente, y con la ayuda de Justin, boicotea la campaña, usando su propio dinero para crear y emitir anuncios difamatorios. A causa de esto, Brian pierde su trabajo. De todas formas, en la cuarta temporada, funda su propia empresa, Kinnetik. Además, tiene que luchar contra un cáncer testicular, tarea especialmente dura debido a su narcisismo. Después de ganarle la batalla al cáncer y competir a pesar de su estado en una carrera ciclista de Toronto a Pittsburgh, Brian se replantea cómo quiere seguir viviendo su vida. Decide, entonces, desempeñar un papel más activo en la vida de su hijo y pedirle a Justin que volviera a vivir con él.
En la quinta temporada, Justin vuelve a romper con Brian, frustrado al ver que este es incapaz de comprometerse. Después de que explotara una bomba en Babylon, local que Brian compró en esta temporada, Brian admite por fin su amor por Justin y se reconcilia con su mejor amigo Michael, al que había acusado de influir en la ruptura. Brian le pide matrimonio a Justin, pero al recibir este último una oferta para irse a trabajar como artista a Nueva York, Brian se niega a que su pareja pierda tal oportunidad por casarse con él. Ambos pasan una última noche juntos, prometiendo que se seguirán amando a pesar de la distancia. La serie termina con Michael y Brian bailando sobre las ruinas de Babylon, local que posteriormente se reconstruye.
A pesar de la personalidad aparentemente despreocupada y amoral de Brian, se muestra que quería a sus amigos y que era capaz de hacer grandes sacrificios por ellos, aunque por orgullo no lo admitía. Planea a última hora una boda a Lindsay y Melanie, después de que los planes de estas fracasaran, y cede sus derechos como padre a Melanie para que pudiera volver con Lindsay en la primera temporada. Aparenta hacerle un feo a su mejor amigo para que este volviera con su novio, y ayuda a Justin a recuperarse de su traumatismo craneal tras recibir este un golpe en su baile de graduación, baile al que Brian acudió sólo para complacer a su pareja. Casi se arruina y pierde su trabajo por fastidiar la campaña publicitaria de un candidato a alcalde anti-gay, Jim Stockwell, y estuvo a punto de vender su loft y su local por amor a Justin en los últimos episodios.

## Brian y la comunidad LGBT
Sexualmente irresistible, hermoso y con un gran éxito profesional, Brian ha sido un personaje controvertido en la comunidad LGBT. Algunos piensan que representa pobremente al colectivo, ya que es promiscuo e incapaz de madurar, estereotipos negativos que afectan a toda la comunidad. Otros consideran que Brian es el personaje con más moral de toda la serie, y que es uno de los roles más comprometedores de la televisión actual.
La popularidad de Brian fue tal que la famosa pulsera de Brian -hecha de cuero con pequeñas conchas incrustadas, y que, al llevarla este en todos los episodios, se identificó con el personaje- llegó a ser un símbolo de la comunidad gay.